# گومسین
گومسین شهری در شهرستان کایائو در استان بازگا در بورکینافاسوی مرکزی است و جمعیت آن ۲۲۴۷ نفر است.